# 圆形四极虫
圆形四极虫（学名：Chloromyxum rotunds）为四极科四极虫属的动物。在中国，分布于云南等，营寄生生活，寄生在抚仙金线鲃的胆囊。